# Special Criminal Investigation
Special Criminal Investigation (aussi appelé S.C.I.) est un jeu vidéo de course développé et édité par Taito sur borne d'arcade en 1989. Il s'agit de la suite de Chase H.Q. Le jeu a été porté sur différents supports, parfois sous le titre Chase H.Q. II: Special Criminal Investigation.

## Versions
Ocean Software a édité le jeu sur Amiga, Atari ST, Commodore 64, ZX Spectrum en 1990. Ces portages ont été développés par I.C.E., excepté pour la version C64, réalisée par Probe Software. Taito a édité le jeu sur PC Engine (1991), Master System (1992) et Mega Drive (1992, seulement au Japon et aux États-Unis).
- 1989 - Borne d'arcade
- 1990 - Amiga, Atari ST, Commodore 64, ZX Spectrum - Chase H.Q. II: Special Criminal Investigation
- 1991 - PC Engine - Special Criminal Investigation
- 1992 - Master System - Special Criminal Investigation
- 1992 - Mega Drive - Super H.Q. au Japon, Chase H.Q. II aux États-Unis